# Radio Fragola
Radio Fragola (Radio Jagoda) je nekomercialna neodvisna radijska postaja s sedežem v Trstu. Oddaja iz paviljona nekdanje psihiatrične bolnišnice, zdaj parka pri Sv. Ivanu.
Izhajajoč iz izkušenj neodvisnih radijev, vključuje tako novinarski kot glasbeni spored; daje medijski prostor državljanom, društvom, gibanjem in prostovoljcem s posebnim poudarkom na temi duševnega zdravja.
Boj proti stigmatizaciji in vključevanje v družbo je temeljni cilj ustvarjalcev programov Radia Fragola.

## Zgodovina
V sedemdesetih letih je psihiater Franco Basaglia s posredovanjem v rimskem parlamentu dosegel zaprtje psihiatričnih bolnišnic v Italiji in iz njih ustvaril delavnice, kjer so zdravniki, medicinske sestre skupaj s pacienti in umetniškimi ustvarjalci sprožili radikalno spremembo v oskrbi in zdravljenju duševnih bolezni. Radio Fragola je še danes eden od glasnikov te spremembe.

## Oddajanje
Radio Fragola oddaja na FM področju na frekvencah 104,5 MHz in 104,8 MHz. 
Območje sprejemanja pokriva mesto Trst in tudi bližnjo okolico Kopra ter Izole.
Poleg tega je spremljanje Radia Fragola mogoče tudi preko spleta.

## Program
Glasbeni program namenja prostor tako klasičnim kot alternativnim zvrstem. 
Radio ponuja odprt mikrofon voditeljem, ki ustvarjajo neodvisne tematske oddaje o glasbenih žanrih, stilih in kulturi.
Kontaktne informativne oddaje obravnavajo lokalna področja socijale, zdravsta, ekonomije in ekologije. Problematike marginalnih skupinosti kot so študentje, delavci in invalidi. V sodelovanju z milansko mrežo Radio Popolare se vsako uro predvajajo nacionalne novice.

## Vir
- Storia Radio